# Nati il 15 ottobre
| Questa pagina contiene informazioni ricavate automaticamente dalle voci biografiche con l'ausilio del template Bio e di un bot. L'aggiornamento è periodico e automatico e ricostruisce completamente la pagina. Se manca una persona in questa lista, sei pregato di non aggiungerla, ma accertati piuttosto che la sua voce biografica contenga il template Bio e che i dati anagrafici siano correttamente compilati. Se il template Bio manca, inseriscilo tu stesso o, in alternativa, metti l'avviso {{tmp\|Bio}} che ne segnala la mancanza. Se i dati riportati sono sbagliati, correggi direttamente la voce biografica; le modifiche saranno visibili in questa lista entro pochi giorni. Per chiarimenti vedi il progetto biografie. La lista contiene solo le 1.210 persone che sono citate nell'enciclopedia e per le quali è stato implementato correttamente il template Bio. Pagina aggiornata al 17 ago 2025. |

## II secolo a.C.(1)
- 166 a.C. - Tolomeo Eupatore, principe egizio († 152 a.C.)

## I secolo a.C.(1)
- 70 a.C. - Publio Virgilio Marone, poeta romano († 19 a.C.)

## VI secolo(1)
- 522 - Colomano di Cloyne, vescovo, poeta e santo irlandese

## XIII secolo(2)
- 1265 - Temür Khan, imperatore cinese († 1307)
- 1299 - Demetrio di Tver', principe († 1326)

## XIV secolo(1)
- 1396 - Giovanni IV d'Armagnac, nobile e militare francese († 1450)

## XV secolo(1)
- 1451 - Bernardo Contarini, nobile e militare italiano († 1496)

## XVI secolo(9)
- 1502 - Jacopo Nacchianti, vescovo cattolico e teologo italiano († 1569)
- 1527 - Maria Emanuela d'Aviz, portoghese († 1545)
- 1542 - Akbar, sovrano († 1605)
- 1561 - Martin Chemnitz, giurista e avvocato tedesco († 1627)
- 1563 - Valerio Marucelli, pittore italiano († 1627)
- 1564 - Enrico Giulio di Brunswick-Lüneburg, vescovo luterano tedesco († 1613)
- 1571 - Jacob Matham, incisore e disegnatore olandese († 1631)
- 1585 - Louis Cappel, presbitero e umanista francese († 1658)
- 1599 - Cornelis de Graeff, politico olandese († 1664)

## XVII secolo(16)
- 1605 - Maria di Borbone-Montpensier, nobile francese († 1627)
- 1607 - Madeleine de Scudéry, scrittrice francese († 1701)
- 1608 - Evangelista Torricelli, matematico e fisico italiano († 1647)
- 1611 - Andrea Mattioli, compositore e presbitero italiano († 1679)
- 1612 - Anton Deusing, medico, matematico e astronomo tedesco († 1666)
- 1622 - Magnus Gabriel De la Gardie, politico e militare svedese († 1686)
- 1632 - Paolo Naldini, vescovo cattolico italiano († 1713)
- 1632 - Opizio Pallavicini, cardinale italiano († 1700)
- 1633 - Vitale Giordano, matematico italiano († 1711)
- 1654 - Antonio Maria Haffner, pittore e presbitero italiano († 1732)
- 1668 - Johannes Schuyler, politico statunitense († 1747)
- 1680 - Giuseppe Volpi, nobile e letterato italiano († 1756)
- 1684 - Carlo Giuseppe del Liechtenstein, principe austriaco († 1704)
- 1686 - Alessandro Galli da Bibbiena, architetto, pittore e scenografo italiano († 1748)
- 1692 - Alessandro Albani, militare, cardinale e mecenate italiano († 1779)
- 1693 - Franz Caspar Schnitger, organaro tedesco († 1729)

## XVIII secolo(48)
- 1701 - Luigi Carlo di Borbone, nobile e militare francese († 1775)
- 1701 - Marie-Marguerite d'Youville, religiosa canadese († 1771)
- 1703 - Benigna Gottlieb von Trotha gt Treyden, duchessa lettone († 1782)
- 1710 - Ferenc Barkóczy, arcivescovo cattolico ungherese († 1765)
- 1710 - Jean-Sébastien de Barral, vescovo cattolico francese († 1773)
- 1710 - Matteo La Manna, presbitero, missionario e gesuita italiano († 1772)
- 1711 - Elisabetta Teresa di Lorena, regina († 1741)
- 1713 - Girolamo Spinola, cardinale e arcivescovo cattolico italiano († 1784)
- 1725 - Luigi Valenti Gonzaga, cardinale italiano († 1808)
- 1726 - Tommaso Maria Gabrini, matematico italiano († 1808)
- 1733 - Giovanni Attilio Arnolfini, scrittore e idrologo italiano († 1791)
- 1733 - Cristiana Sofia Carlotta di Brandeburgo-Bayreuth, principessa († 1757)
- 1737 - Anne Charles Sigismond de Montmorency-Luxembourg, nobile e politico francese († 1803)
- 1739 - Wenzel Joseph von Colloredo, generale austriaco († 1822)
- 1739 - Antonio Maria Jaci, presbitero, matematico e astronomo italiano († 1815)
- 1745 - Jean-Baptiste Huet, pittore francese († 1811)
- 1746 - Leonard Neale, arcivescovo cattolico statunitense († 1817)
- 1748 - Christian zu Stolberg-Stolberg, poeta tedesco († 1821)
- 1750 - Teresa Ciceri Castiglioni, inventrice italiana († 1821)
- 1751 - David Samwell, medico e poeta britannico († 1798)
- 1755 - Giustina Renier Michiel, scrittrice italiana († 1832)
- 1756 - Patrício da Silva, cardinale e patriarca cattolico portoghese († 1840)
- 1757 - Teresio Ferrero della Marmora, cardinale e vescovo cattolico italiano († 1831)
- 1762 - Vincenzo Luca Pezza, militare italiano († 1827)
- 1763 - Tani Bunchō, pittore e poeta giapponese († 1841)
- 1763 - Johann Georg Tralles, matematico e fisico tedesco († 1822)
- 1772 - Paul-Thérèse-David d'Astros, cardinale e arcivescovo cattolico francese († 1851)
- 1775 - Giuseppe Chiarini, fantino italiano († 1825)
- 1775 - Bernhard Henrik Crusell, compositore, clarinettista e traduttore finlandese († 1838)
- 1775 - Alberto Lista, poeta, matematico e giornalista spagnolo († 1848)
- 1778 - Franz Thaddäus von Waldburg-Zeil, principe e politico tedesco († 1845)
- 1779 - Johan Olof Wallin, arcivescovo luterano e poeta svedese († 1839)
- 1780 - Maria Amalia d'Asburgo-Lorena, nobile († 1798)
- 1783 - Rafael Maroto, politico spagnolo († 1853)
- 1784 - Thomas Robert Bugeaud, generale francese († 1849)
- 1785 - José Miguel Carrera, generale e patriota cileno († 1821)
- 1785 - Giovanni Migliara, pittore e scenografo italiano († 1837)
- 1786 - Giovanni Serafini, cardinale italiano († 1855)
- 1786 - Jean Baptiste Vermay, pittore, architetto e scenografo francese († 1833)
- 1789 - Cesare De Laugier de Bellecour, generale italiano († 1871)
- 1789 - William Christopher Zeise, chimico danese († 1847)
- 1794 - José María Plá, politico uruguaiano († 1869)
- 1795 - Antonio Busca Serbelloni, politico italiano († 1870)
- 1795 - Prospero Caterini, cardinale italiano († 1881)
- 1795 - Federico Guglielmo IV di Prussia, re († 1861)
- 1796 - Gallo Gallina, pittore, incisore e litografo italiano († 1874)
- 1798 - Antonio Cabral Bejarano, pittore spagnolo († 1861)
- 1799 - Archibald Mosman, imprenditore scozzese († 1863)

## XIX secolo(197)
- 1801 - Giuseppe Francesco Baruffi, presbitero, scrittore e naturalista italiano († 1875)
- 1801 - Rifa'a al-Tahtawi, scrittore egiziano († 1873)
- 1802 - Louis Eugène Cavaignac, politico e generale francese († 1857)
- 1805 - Khačatur Abovjan, scrittore armeno († 1848)
- 1805 - Wilhelm von Kaulbach, pittore tedesco († 1874)
- 1809 - Friedrich Adolf Philippi, ebraista e teologo tedesco († 1882)
- 1810 - Giovanni Gozzadini, storico, archeologo e politico italiano († 1887)
- 1813 - Antonietta Bisi, pittrice italiana († 1866)
- 1813 - Giacomo Filippo Lacaita, avvocato, docente e politico italiano († 1895)
- 1814 - Michail Jur'evič Lermontov, poeta, drammaturgo e scrittore russo († 1841)
- 1815 - Michele Bertolami, poeta, politico e avvocato italiano († 1872)
- 1816 - Henri Dupuy de Lôme, ingegnere navale e politico francese († 1885)
- 1818 - Ignazio Giorgio V Chelhot, ottomano († 1891)
- 1818 - Irvin McDowell, generale statunitense († 1885)
- 1819 - Clément Juglar, medico e statistico francese († 1905)
- 1821 - Moritz Hartmann, poeta austriaco († 1872)
- 1821 - Mariano Herencia Zevallos, politico peruviano († 1873)
- 1822 - Kornél Ábrányi, compositore, musicologo e pianista ungherese († 1903)
- 1822 - Alfred Meissner, scrittore e poeta austriaco († 1885)
- 1823 - William Montagu, VII duca di Manchester, politico inglese († 1890)
- 1824 - Rudolph Bergh, medico e zoologo danese († 1909)
- 1824 - Benoît-Marie Langénieux, cardinale e arcivescovo cattolico francese († 1905)
- 1825 - Oskar von Meerscheidt-Hüllessem, generale prussiano († 1895)
- 1825 - Maria di Prussia, regina († 1889)
- 1826 - Giovanni Costa, pittore, militare e politico italiano († 1903)
- 1826 - Francesco Riso, patriota italiano († 1860)
- 1827 - Friedrich Adler, architetto e archeologo tedesco († 1908)
- 1827 - Audishu V Khayyat, patriarca cattolico iracheno († 1899)
- 1827 - Mihály Zichy, pittore, disegnatore e nobile ungherese († 1906)
- 1829 - Angelo Maria Cantoni, militare italiano († 1867)
- 1829 - Asaph Hall, astronomo statunitense († 1907)
- 1830 - Helen Hunt Jackson, poetessa e scrittrice statunitense († 1885)
- 1830 - Peter Wirth, religioso tedesco († 1871)
- 1831 - Horace Austin, politico statunitense († 1905)
- 1831 - Emilio Bacci, avvocato, magistrato e politico italiano († 1907)
- 1831 - Isabella Bird, scrittrice inglese († 1904)
- 1832 - Friedrich Tietjen, astronomo tedesco († 1895)
- 1833 - Johannes Dümichen, egittologo tedesco († 1894)
- 1834 - Oskar Emil Meyer, fisico tedesco († 1909)
- 1836 - Giovanni Buzzacchi, militare e chirurgo italiano († 1900)
- 1836 - Thomas L. Rosser, generale statunitense († 1910)
- 1836 - James Tissot, pittore e incisore francese († 1902)
- 1837 - Fanny Jackson Coppin, docente e missionaria statunitense († 1913)
- 1837 - Leone Pelloux, generale e politico italiano († 1907)
- 1837 - Johann Pinggera, alpinista austriaco († 1916)
- 1839 - Cosimo Giordano, brigante italiano († 1888)
- 1840 - Iakob Gogebashvili, pedagogista georgiano († 1912)
- 1840 - August Mau, archeologo tedesco († 1909)
- 1840 - Ferdinand Sarrien, politico francese († 1915)
- 1840 - David Sharp, medico e entomologo inglese († 1922)
- 1841 - François Louis Parisel, medico francese († 1877)
- 1842 - Eugenio Cais di Pierlas, storico italiano († 1900)
- 1842 - Wilhelm Stiassny, architetto austro-ungarico († 1910)
- 1844 - Simon Gregorčič, poeta sloveno († 1906)
- 1844 - Friedrich Nietzsche, filosofo, filologo e scrittore tedesco († 1900)
- 1845 - Edoardo Perino, tipografo e editore italiano († 1895)
- 1845 - Torquato Taramelli, geologo italiano († 1922)
- 1847 - Ōtsuki Fumihiko, linguista e storico giapponese († 1928)
- 1848 - Harmon Northrop Morse, chimico e docente statunitense († 1920)
- 1850 - Camillo Rospigliosi, nobile, militare e politico italiano († 1915)
- 1851 - Ambrogio Bazzero, scrittore, poeta e drammaturgo italiano († 1882)
- 1851 - Vittore Grubicy de Dragon, pittore, incisore e critico d'arte italiano († 1920)
- 1851 - George Foot Moore, storico e teologo statunitense († 1931)
- 1852 - Olof August Danielsson, filologo classico, linguista e etruscologo svedese († 1933)
- 1855 - Luigi Mapelli, compositore e direttore d'orchestra italiano († 1913)
- 1856 - Robert Georges Nivelle, generale francese († 1924)
- 1856 - John Franklin Alexander Strong, giornalista e politico statunitense († 1929)
- 1858 - William Sowden Sims, ammiraglio statunitense († 1936)
- 1858 - John L. Sullivan, pugile statunitense († 1918)
- 1861 - Nicola Maria Audino, vescovo cattolico italiano († 1933)
- 1861 - Heinrich Burkhardt, matematico tedesco († 1914)
- 1861 - Jacques Le Lavasseur, velista francese († 1939)
- 1861 - Fabrizio Padula, chirurgo italiano († 1933)
- 1862 - Enrico Clerici, mineralogista italiano († 1938)
- 1862 - Léon Sazie, romanziere, giornalista e drammaturgo francese († 1939)
- 1863 - Leopoldo Salvatore d'Asburgo-Lorena, nobile austriaco († 1931)
- 1864 - Cesare Agostini, politico e psichiatra italiano († 1942)
- 1864 - Lorenzo Lauri, cardinale e arcivescovo cattolico italiano († 1941)
- 1864 - Friedrich Gustav Piffl, cardinale e arcivescovo cattolico austriaco († 1932)
- 1865 - Walther Amelung, archeologo tedesco († 1927)
- 1865 - Charles W. Clark, baritono statunitense († 1925)
- 1865 - Albert Heijn, imprenditore olandese († 1945)
- 1866 - Nikolaj Michajlovič Al'bov, esploratore, geografo e botanico russo († 1897)
- 1866 - Charles-Eugène Guye, fisico svizzero († 1942)
- 1869 - Mihrengiz Kadın, ottomana († 1938)
- 1869 - Francisco Largo Caballero, politico spagnolo († 1946)
- 1869 - Raghupathi Venkaiah Naidu, produttore cinematografico, fotografo e artista indiano († 1941)
- 1870 - Gaetano De Sanctis, storico, politico e antifascista italiano († 1957)
- 1871 - Andreas Sprecher von Bernegg, naturalista e botanico svizzero († 1951)
- 1872 - José de Jesús López y González, vescovo cattolico messicano († 1950)
- 1872 - Wilhelm Miklas, politico e insegnante austriaco († 1956)
- 1872 - August Nilsson, tiratore di fune e astista svedese († 1921)
- 1872 - Kidō Okamoto, scrittore giapponese († 1939)
- 1873 - Andrea Corrado, armatore italiano († 1963)
- 1873 - Elena Dmitrievna Stasova, politica e rivoluzionaria russa († 1966)
- 1874 - Alfredo di Sassonia-Coburgo-Gotha, nobile († 1899)
- 1874 - Selma Kurz, cantante lirica austriaca († 1933)
- 1874 - Paolo Mattei Gentili, giornalista e politico italiano († 1935)
- 1874 - Constantin Parhon, medico e politico rumeno († 1969)
- 1875 - Nicolas Benoit, militare e educatore francese († 1914)
- 1875 - Emmanuel de Blommaert, cavaliere belga († 1944)
- 1875 - André-Louis Cholesky, matematico e militare francese († 1918)
- 1875 - Pietro d'Orléans-Braganza, principe brasiliano († 1940)
- 1876 - Harry Dunlop, ingegnere britannico († 1931)
- 1876 - Martin Gordan, pattinatore artistico su ghiaccio tedesco († 1962)
- 1876 - Elmer Drew Merrill, botanico statunitense († 1956)
- 1876 - Frank Wheaton, tennista statunitense († 1965)
- 1877 - Teresa Billington-Greig, attivista britannica († 1964)
- 1877 - Henry Chilton, diplomatico britannico († 1954)
- 1877 - Ugo Lombroso, fisiologo e superstite dell'Olocausto italiano († 1952)
- 1877 - Francisco Villaespesa, poeta, drammaturgo e scrittore spagnolo († 1936)
- 1877 - Helen Ware, attrice statunitense († 1939)
- 1878 - Elizabeth Daly, scrittrice statunitense († 1967)
- 1878 - Luigi Ferrajolo, scienziato e geofisico italiano († 1971)
- 1878 - Paul Reynaud, politico francese († 1966)
- 1878 - Alceo Speranza, avvocato, politico e giornalista italiano († 1945)
- 1879 - Sara Allgood, attrice irlandese († 1950)
- 1879 - Francis Bruguière, fotografo e pittore statunitense († 1945)
- 1879 - Jane Darwell, attrice statunitense († 1967)
- 1879 - Alice Greene, tennista britannica († 1956)
- 1879 - Elias Avery Lowe, paleografo lituano († 1969)
- 1880 - Herman Glass, ginnasta statunitense († 1961)
- 1880 - Marie Stopes, paleontologa e saggista britannica († 1958)
- 1881 - Maurice Brillant, scrittore e giornalista francese († 1953)
- 1881 - Frederick McCarthy, pistard canadese († 1974)
- 1881 - Morton Schamberg, pittore e fotografo statunitense († 1918)
- 1881 - William Temple, arcivescovo anglicano e teologo inglese († 1944)
- 1881 - P. G. Wodehouse, scrittore inglese († 1975)
- 1882 - Carlo Ernesto Accetti, scrittore e critico d'arte italiano († 1961)
- 1882 - Vendelín Javorka, presbitero slovacco († 1966)
- 1882 - Jack Nelson, attore, regista e sceneggiatore statunitense († 1948)
- 1882 - Heinrich zu Dohna-Tolksdorf, generale tedesco († 1944)
- 1883 - Robert Ghormley, ammiraglio statunitense († 1958)
- 1883 - Achille Luciano Mauzan, pubblicitario, illustratore e pittore francese († 1952)
- 1883 - Antonio Ortiz Echague, pittore spagnolo († 1942)
- 1883 - Axel Runström, pallanuotista e tuffatore svedese († 1943)
- 1883 - Karl-Gustaf Vingqvist, ginnasta svedese († 1967)
- 1884 - Stefano Perrier, politico italiano († 1956)
- 1884 - Giovanni Rabizzani, scrittore, poeta e traduttore italiano († 1918)
- 1884 - Étienne Oehmichen, ingegnere francese († 1955)
- 1885 - Frank Hurley, fotografo, regista e esploratore australiano († 1962)
- 1885 - Wilfrid Johnson, giocatore di lacrosse britannico († 1960)
- 1886 - Jonas H. Ingram, ammiraglio statunitense († 1952)
- 1887 - Frederick Fleet, marinaio britannico († 1965)
- 1887 - Alcide Malagugini, partigiano e politico italiano († 1966)
- 1887 - Lina Merlin, politica e insegnante italiana († 1979)
- 1887 - S. S. Van Dine, scrittore e critico d'arte statunitense († 1939)
- 1888 - Alfonso Draghetti, agronomo italiano († 1960)
- 1888 - Leif Erichsen, velista norvegese († 1924)
- 1888 - Christian Gitsham, maratoneta sudafricano († 1956)
- 1888 - Paul Hurst, attore, regista e sceneggiatore statunitense († 1953)
- 1888 - Kyūji Kubo, ammiraglio giapponese († 1958)
- 1888 - Ugo Ortona, pittore e incisore italiano († 1977)
- 1889 - Margaret Sheridan, soprano irlandese († 1958)
- 1889 - Bernhard Karlgren, linguista, filologo e sinologo svedese († 1978)
- 1889 - Cecil Thomas Madigan, geologo e esploratore australiano († 1947)
- 1889 - Philipp Müller-Gebhard, generale tedesco († 1970)
- 1889 - Leopold Neubauer, calciatore austriaco († 1960)
- 1890 - Giovanni Amadio, militare italiano († 1917)
- 1890 - Sigurd Brekke, calciatore norvegese († 1958)
- 1890 - Carlo Fregosi, ginnasta italiano († 1968)
- 1890 - Lev Moiseevič Kvitko, poeta sovietico († 1952)
- 1890 - Jakob Nielsen, matematico danese († 1959)
- 1891 - Tadashige Daigō, ammiraglio giapponese († 1947)
- 1891 - Burt Gillett, regista, animatore e sceneggiatore statunitense († 1971)
- 1891 - Jaroslav Jirkovský, hockeista su ghiaccio e calciatore boemo († 1966)
- 1891 - Reginald Warneford, militare e aviatore britannico († 1915)
- 1892 - József Nagy, calciatore e allenatore di calcio ungherese († 1963)
- 1893 - Carlo II di Romania, sovrano rumeno († 1953)
- 1893 - Ina Claire, attrice statunitense († 1985)
- 1893 - Saunders Lewis, poeta, storico e politico gallese († 1985)
- 1893 - Hans Luber, tuffatore tedesco († 1940)
- 1893 - Jenő Uhlyárik, schermidore ungherese († 1974)
- 1894 - Pietro Bonzio, calciatore italiano († 1954)
- 1894 - Hermann Hänggi, ginnasta svizzero († 1978)
- 1894 - Moshe Sharett, politico ucraino († 1965)
- 1895 - Karl Brand, scrittore, poeta e giornalista ceco († 1918)
- 1895 - Alfred Neumann, scrittore, drammaturgo e poeta tedesco († 1952)
- 1895 - Alberto Rossi Longhi, diplomatico italiano († 1979)
- 1896 - Melville Cooper, attore britannico († 1973)
- 1896 - Harry Frank, attore tedesco († 1947)
- 1896 - Célestin Freinet, pedagogista e educatore francese († 1966)
- 1896 - Pietro Linari, ciclista su strada e pistard italiano († 1972)
- 1897 - Chet Brandenburg, attore statunitense († 1974)
- 1897 - Luca Pierino Cornolti, calciatore italiano
- 1897 - Friedrich Schulz, generale tedesco († 1976)
- 1898 - Boris Aronson, scenografo russo († 1980)
- 1898 - Stanislao Esposito, militare italiano († 1942)
- 1898 - Günther Ramin, organista, direttore d'orchestra e compositore tedesco († 1956)
- 1899 - Adolf Brudes, pilota automobilistico tedesco († 1986)
- 1899 - Boughéra El Ouafi, maratoneta francese († 1959)
- 1899 - Samuel G. Fuqua, ammiraglio statunitense († 1987)
- 1899 - Gustavo Zacchi, calciatore italiano († 1951)
- 1900 - Fritz Feld, attore tedesco († 1993)
- 1900 - Lauro Gazzolo, attore e doppiatore italiano († 1970)
- 1900 - Mervyn LeRoy, regista, produttore cinematografico e attore statunitense († 1987)
- 1900 - Francesco Manzo, politico italiano († 1964)

## XX secolo(913)
- 1901 - Hermann Josef Abs, banchiere tedesco († 1994)
- 1901 - Maria Dazzi, traduttrice e docente italiana († 1990)
- 1901 - Enrique Jardiel Poncela, drammaturgo spagnolo († 1952)
- 1901 - Kid Kaplan, pugile statunitense († 1970)
- 1901 - Juraj Neidhardt, architetto e urbanista jugoslavo († 1979)
- 1901 - Manuel Vidal Hermosa, calciatore spagnolo († 1965)
- 1901 - Bernard von Brentano, scrittore tedesco († 1964)
- 1902 - Erich Graff-Wang, calciatore norvegese († 1969)
- 1902 - Doris May, attrice statunitense († 1984)
- 1902 - María Teresa Mora, scacchista cubana († 1980)
- 1902 - Amparo Poch y Gascón, anarchica, saggista e medico spagnola († 1968)
- 1902 - Andrij Jakovyč Štoharenko, compositore e docente sovietico († 1992)
- 1903 - George Amy, montatore, regista e produttore cinematografico statunitense († 1986)
- 1903 - Erik Anker, imprenditore e velista norvegese († 1994)
- 1903 - Claire Luce, attrice e ballerina statunitense († 1989)
- 1903 - Manuel Sagarzazu, calciatore spagnolo († 1990)
- 1904 - Maurice Lombard, storico francese († 1965)
- 1905 - Bruna Castagna, mezzosoprano italiano († 1983)
- 1905 - José Corts Grau, giurista e politico spagnolo († 1995)
- 1905 - Ivan Eklind, arbitro di calcio svedese († 1981)
- 1905 - Francesco Ferrari, politico italiano († 1975)
- 1905 - Gustav Gerneth, supercentenario tedesco († 2019)
- 1905 - Martino Giusti, arcivescovo cattolico italiano († 1987)
- 1905 - Raymond Klibansky, storico della filosofia tedesco († 2005)
- 1905 - Carlo Marcello Rietmann, giornalista, critico letterario e commediografo italiano († 1981)
- 1905 - Angelo Schiavio, calciatore e allenatore di calcio italiano († 1990)
- 1905 - Charles Percy Snow, scrittore e fisico inglese († 1980)
- 1906 - Eldo Cavalleri, calciatore italiano († 1979)
- 1906 - Embaié Uoldemariàm, politico etiope († 1954)
- 1906 - Hiram Fong, politico statunitense († 2004)
- 1906 - Domenico Grisolia, politico e avvocato italiano († 1984)
- 1906 - August Lösch, economista tedesco († 1945)
- 1906 - Abram Aronovič Narodickij, regista cinematografico sovietico († 2002)
- 1906 - Francesco Simonetti, allenatore di calcio e calciatore italiano († 1956)
- 1907 - Folke Arström, designer svedese († 1997)
- 1907 - John Francis Dearden, cardinale e arcivescovo cattolico statunitense († 1988)
- 1907 - Varian Fry, giornalista statunitense († 1967)
- 1907 - Sergej Nikiforovič Kruglov, generale e politico sovietico († 1977)
- 1907 - Giovanni Robert, ingegnere italiano († 1993)
- 1907 - Angelo Salizzoni, politico italiano († 1992)
- 1907 - Carlo Moreno, cantante e compositore italiano († 1962)
- 1908 - Ty Anderson, hockeista su ghiaccio statunitense († 1989)
- 1908 - Tito Manlio Bettini, veterinario italiano († 1986)
- 1908 - Aldo Carlan, pittore italiano († 2004)
- 1908 - María Teresa Castillo, giornalista, attivista e politica venezuelana († 2012)
- 1908 - Ignazio Ferronetti, montatore e regista italiano († 1984)
- 1908 - John Kenneth Galbraith, economista, funzionario e diplomatico canadese († 2006)
- 1908 - Nereo Marini, allenatore di calcio e calciatore italiano († 1978)
- 1909 - Alfredo Anghileri, militare e aviatore italiano († 1939)
- 1909 - Sam Balter, cestista e allenatore di pallacanestro statunitense († 1998)
- 1909 - Jesse Leonard Greenstein, astronomo statunitense († 2002)
- 1909 - Harry Redmond Jr., artista e effettista statunitense († 2011)
- 1909 - Gian Carlo Wick, fisico italiano († 1992)
- 1909 - Dominique Marie Đinh Đức Trụ, vescovo cattolico vietnamita († 1982)
- 1910 - Egisto Betti, calciatore italiano († 1984)
- 1910 - Alfio Cavicchioli, allenatore di calcio e calciatore italiano
- 1910 - Edwin O. Reischauer, linguista, orientalista e diplomatico statunitense († 1990)
- 1911 - Domenico De Nicola, calciatore italiano († 2003)
- 1911 - Carlo Morosi, calciatore italiano († 1962)
- 1911 - James H. Schmitz, autore di fantascienza statunitense († 1981)
- 1911 - Gustav Wetterström, calciatore svedese († 1991)
- 1912 - Louis Delfino, generale e aviatore francese († 1968)
- 1912 - Jadwiga Jędrzejowska, tennista polacca († 1980)
- 1912 - Gino Priolo, militare e aviatore italiano († 1943)
- 1912 - Mario Roffi, politico e letterato italiano († 1995)
- 1912 - Eros Sequi, poeta, scrittore e traduttore italiano († 1995)
- 1913 - Niels Bjørn Larsen, ballerino, direttore artistico e mimo danese († 2003)
- 1913 - Martti Lauronen, fondista finlandese († 1987)
- 1913 - Wolfgang Lüth, militare tedesco († 1945)
- 1913 - Siro Silvestri, vescovo cattolico italiano († 1997)
- 1913 - Xi Zhongxun, rivoluzionario e politico cinese († 2002)
- 1914 - Piero Bigongiari, poeta, critico letterario e italianista italiano († 1997)
- 1914 - Giuseppe Biron, generale e aviatore italiano († 2011)
- 1914 - Wilhelm Kment, allenatore di calcio e calciatore austriaco († 2002)
- 1914 - Duilio Marcante, italiano († 1985)
- 1914 - Giuseppe Moncada, calciatore italiano
- 1914 - Vico Mossa, architetto e scrittore italiano († 2003)
- 1915 - Giorgio Compiani, militare e aviatore italiano († 1942)
- 1915 - Trieste Del Grosso, scultore, militare e partigiano italiano († 1943)
- 1915 - Yitzhak Shamir, politico israeliano († 2012)
- 1916 - Hassan Gouled Aptidon, politico gibutiano († 2006)
- 1916 - Yasuji Miyazaki, nuotatore giapponese († 1989)
- 1916 - Dionigi Panedda, storico e presbitero italiano († 1989)
- 1916 - Antonio Sabadell Querol, calciatore spagnolo
- 1916 - George T. Smith, politico statunitense († 2010)
- 1916 - George Turner, scrittore e critico letterario australiano († 1997)
- 1917 - Paul Coltelloni, pilota di rally francese († 1999)
- 1917 - Raffaele Di Nardo, politico italiano († 1984)
- 1917 - Zoltán Fábri, regista ungherese († 1994)
- 1917 - Arthur M. Schlesinger Jr., storico e saggista statunitense († 2007)
- 1918 - Mario Bini, ammiraglio italiano († 2012)
- 1918 - Ginetta Calliari, scrittrice italiana († 2001)
- 1918 - Pietro Sibella, calciatore italiano († 1996)
- 1919 - Marcello Bonaccorsi, calciatore italiano († 2007)
- 1919 - Stefano D'Arrigo, scrittore, poeta e critico d'arte italiano († 1992)
- 1919 - Juan Carlos Fonda, calciatore argentino
- 1919 - Attilio Martella, attore italiano († 1991)
- 1919 - Rosita Pisano, attrice italiana († 1975)
- 1919 - Chuck Stevenson, pilota automobilistico statunitense († 1995)
- 1919 - Duilio Susmel, giornalista italiano († 1984)
- 1919 - E. C. Tubb, scrittore britannico († 2010)
- 1919 - Marcella Valeri, attrice italiana († 1992)
- 1920 - Erzsébet Balázs, ginnasta ungherese († 2014)
- 1920 - Heinz Barth, militare tedesco († 2007)
- 1920 - Miguel Busquets, calciatore cileno († 2002)
- 1920 - Salvo D'Acquisto, militare italiano († 1943)
- 1920 - Myron J. Gordon, economista statunitense († 2010)
- 1920 - Franz Hrdlicka, aviatore tedesco († 1945)
- 1920 - Patricia Jessel, attrice britannica († 1968)
- 1920 - Claude Monteux, flautista e direttore d'orchestra statunitense († 2013)
- 1920 - Mario Puzo, scrittore e sceneggiatore statunitense († 1999)
- 1920 - Olavi Salminen, pentatleta finlandese († 1999)
- 1920 - Henri Verneuil, regista, sceneggiatore e produttore cinematografico armeno († 2002)
- 1920 - Ugo Zatterin, giornalista italiano († 2000)
- 1920 - Irma de Antequeda, schermitrice argentina († 2005)
- 1921 - Seymour Benzer, fisico e genetista statunitense († 2007)
- 1921 - Roberta Jonay, attrice e ballerina statunitense († 1976)
- 1921 - Al Pease, pilota automobilistico canadese († 2014)
- 1921 - Fernando Roldán, calciatore cileno († 2019)
- 1921 - Angelica Rozeanu, tennistavolista rumena († 2006)
- 1921 - Alan Smith, calciatore inglese († 2019)
- 1922 - Agustina Bessa-Luís, scrittrice portoghese († 2019)
- 1922 - Luigi Giussani, presbitero, teologo e docente italiano († 2005)
- 1922 - Joseph N'Diaye, scrittore senegalese († 2009)
- 1923 - Fernando Barbiero, politico e medico italiano († 2006)
- 1923 - Italo Calvino, scrittore e paroliere italiano († 1985)
- 1923 - Fernando Campos, calciatore cileno († 2004)
- 1923 - Vince Colletta, fumettista statunitense († 1991)
- 1923 - Vittorio De Seta, regista e sceneggiatore italiano († 2011)
- 1923 - Anita Klinz, direttrice artistica e grafica italiana († 2013)
- 1923 - Bettina Moissi, attrice tedesca († 2023)
- 1923 - Pierre Pellerin, medico francese († 2013)
- 1923 - Luigi Visintainer, calciatore italiano
- 1924 - Jack Cotton, cestista e allenatore di pallacanestro statunitense († 2016)
- 1924 - Nigel Green, attore sudafricano († 1972)
- 1924 - Mary Hesse, filosofa britannica († 2016)
- 1924 - Lee Iacocca, manager statunitense († 2019)
- 1924 - Mark Lenard, attore statunitense († 1996)
- 1924 - Clorinda Menguzzato, partigiana italiana († 1944)
- 1924 - José Quintero, regista panamense († 1999)
- 1924 - Henry Sy, imprenditore cinese († 2019)
- 1924 - Romeo Dalla Chiesa, funzionario italiano († 2006)
- 1925 - Giuseppe Azzaro, avvocato e politico italiano († 2022)
- 1925 - Aurora Bautista, attrice spagnola († 2012)
- 1925 - Margaretha Krook, attrice svedese († 2001)
- 1925 - Virginia Leith, attrice statunitense († 2019)
- 1925 - Nino Longobardi, giornalista, scrittore e conduttore televisivo italiano († 1996)
- 1925 - Giorgio di Simone, architetto e scrittore italiano († 2018)
- 1925 - Anthony de Jasay, saggista ungherese († 2019)
- 1926 - Sven Axbom, calciatore svedese († 2006)
- 1926 - Agustín García Calvo, filologo, scrittore e linguista spagnolo († 2012)
- 1926 - Michel Foucault, filosofo, sociologo e storico francese († 1984)
- 1926 - Francesco Gamba, fumettista italiano († 2012)
- 1926 - Ed McBain, scrittore e sceneggiatore statunitense († 2005)
- 1926 - Dante Oreste Orsenigo, politico italiano († 2014)
- 1926 - Jean Peters, attrice statunitense († 2000)
- 1926 - Karl Richter, organista, clavicembalista e direttore d'orchestra tedesco († 1981)
- 1926 - Sergio Rosi, fumettista italiano († 2008)
- 1926 - Paddy Sheriff, cestista irlandese († 1990)
- 1927 - Alberto Bandini Buti, ingegnere e giornalista italiano († 1981)
- 1927 - Jeannette Charles, attrice britannica († 2024)
- 1927 - Marek Herman, scrittore e partigiano polacco
- 1927 - Antonio Rastrelli, politico italiano († 2019)
- 1927 - Bob Royer, cestista statunitense († 1973)
- 1928 - Giuseppe Amarante, politico e sindacalista italiano († 2010)
- 1928 - Pietro Laforgia, politico e avvocato italiano († 1995)
- 1928 - Michele Manenti, calciatore italiano († 1988)
- 1929 - Hubert Dreyfus, filosofo statunitense († 2017)
- 1929 - Milorad Pavić, scrittore, poeta e saggista serbo († 2009)
- 1929 - Leone Pellicioli, alpinista italiano († 1958)
- 1929 - Nikodim Rotov, arcivescovo ortodosso russo († 1978)
- 1929 - Witold Sobociński, direttore della fotografia polacco († 2018)
- 1929 - Gennaro Vitiello, regista teatrale e attore teatrale italiano († 1985)
- 1929 - Teodoro Zeccoli, pilota automobilistico italiano († 2018)
- 1929 - Antonino Zichichi, fisico e divulgatore scientifico italiano
- 1930 - Romano Bonagura, bobbista italiano († 2010)
- 1930 - FM-2030, scrittore, filosofo e cestista iraniano († 2000)
- 1930 - Philippe Leroy, attore francese († 2024)
- 1930 - Colin McDonald, ex calciatore britannico
- 1930 - Heiko Oberman, storico e teologo olandese († 2001)
- 1930 - Christian Wiyghan Tumi, cardinale e arcivescovo cattolico camerunese († 2021)
- 1931 - Freddy Cole, cantante e pianista statunitense († 2020)
- 1931 - Abdul Kalam, politico indiano († 2015)
- 1931 - Ahmed Laraki, politico marocchino († 2020)
- 1931 - Nicola Mancino, politico italiano
- 1932 - Robert H. Gundry, biblista statunitense
- 1932 - Gottfried Kottmann, bobbista svizzero († 1964)
- 1932 - Fernando Mendonça, ex calciatore portoghese
- 1932 - Therese Zenz, canoista tedesca († 2019)
- 1933 - Leroy Barnes, mafioso e collaboratore di giustizia statunitense († 2012)
- 1933 - Fabio Fabbri, politico e avvocato italiano († 2024)
- 1933 - Hubert Hughes, politico anguillano († 2021)
- 1934 - John Coleman, giornalista e meteorologo statunitense († 2018)
- 1934 - Peter Haskell, attore statunitense († 2010)
- 1934 - Wang Meng, scrittore cinese
- 1935 - Toni Costa, artista italiano († 2013)
- 1935 - Angelo Deodati, imprenditore e dirigente sportivo italiano († 2022)
- 1935 - Giuseppe Gazzoni Frascara, imprenditore e dirigente sportivo italiano († 2020)
- 1935 - Barry McGuire, cantautore statunitense
- 1935 - Dick McTaggart, pugile britannico († 2025)
- 1935 - Bobby Joe Morrow, velocista statunitense († 2020)
- 1935 - Jean Scrivens, ex velocista britannica
- 1936 - Michel Aumont, attore francese († 2019)
- 1936 - Leanid Hejštar, ex canoista sovietico
- 1936 - Lev Muchin, pugile sovietico († 1977)
- 1936 - Oleg Černikov, scacchista russo († 2015)
- 1937 - Giuseppe Benagiano, ginecologo italiano
- 1937 - Angelo Errore, politico italiano († 2019)
- 1937 - Victor Guillemin, matematico statunitense
- 1937 - Linda Lavin, attrice statunitense († 2024)
- 1937 - Shelley Mann, nuotatrice statunitense († 2005)
- 1937 - Chesty Morgan, ballerina, modella e attrice polacca
- 1937 - Giovanni Rana, imprenditore, artigiano e personaggio televisivo italiano
- 1937 - Tat'jana Talyševa, ex lunghista e ostacolista sovietica
- 1938 - Fela Kuti, rivoluzionario e musicista nigeriano († 1997)
- 1938 - Sylvère Lotringer, critico letterario francese († 2021)
- 1938 - Eugen Nosko, fotografo tedesco
- 1939 - Carmelo Bossi, pugile italiano († 2014)
- 1939 - Peter Gotti, mafioso statunitense († 2021)
- 1939 - Preben Jensen, calciatore danese († 2013)
- 1939 - Heide Keller, attrice e sceneggiatrice tedesca († 2021)
- 1939 - Richard K. Lublin, attore, filantropo e giudice statunitense
- 1939 - Bill Oates, allenatore di pallacanestro statunitense († 2020)
- 1939 - Telesphore Placidus Toppo, cardinale e arcivescovo cattolico indiano († 2023)
- 1940 - Turiddo Campaini, dirigente d'azienda italiano
- 1940 - Mariolina Cannuli, annunciatrice televisiva e conduttrice televisiva italiana
- 1940 - Peter Charles Doherty, veterinario e immunologo australiano
- 1940 - Keith Hartley, ex cestista canadese
- 1940 - Benno Ohnesorg, attivista tedesco († 1967)
- 1940 - Edwin Skinner, ex velocista trinidadiano
- 1941 - Ali Khalif Galaid, politico somalo († 2020)
- 1941 - Emmanuel Kwesi Nkansah, ex calciatore ghanese
- 1941 - David Pritchard, fisico statunitense
- 1941 - René Roque, pugile francese († 2006)
- 1942 - Chris Andrews, cantautore, compositore e produttore discografico inglese
- 1942 - Éric Charden, cantante, cantautore e scrittore francese († 2012)
- 1942 - Shimon Cohen, ex calciatore israeliano
- 1942 - Anna Galmarini, pattinatrice artistica su ghiaccio italiana († 1997)
- 1942 - Tony Genaro, attore statunitense († 2014)
- 1942 - Jeff Labes, attivista francese
- 1942 - Milt Morin, giocatore di football americano statunitense († 2010)
- 1942 - Claudio Trionfi, attore, doppiatore e dialoghista italiano
- 1943 - Sharon Clark, modella e attrice statunitense
- 1943 - Ken Cole, ex cestista e allenatore di pallacanestro australiano
- 1943 - Milan Damjanović, calciatore jugoslavo († 2006)
- 1943 - Stanley Fischer, economista, dirigente d'azienda e banchiere israeliano († 2025)
- 1943 - Ronny Grant, cantante e doppiatore olandese
- 1943 - John Kerr, allenatore di calcio e calciatore scozzese († 2011)
- 1943 - Penny Marshall, attrice, regista e produttrice cinematografica statunitense († 2018)
- 1943 - Mircea Petescu, allenatore di calcio e calciatore rumeno († 2018)
- 1944 - Sali Berisha, politico e cardiologo albanese
- 1944 - Ray Bloomfield, ex calciatore inglese
- 1944 - Mac Collins, politico statunitense († 2018)
- 1944 - Steve Crocker, informatico statunitense
- 1944 - Claes Cronqvist, ex calciatore svedese
- 1944 - Kay Ivey, politica statunitense
- 1944 - Marco Mignani, pubblicitario italiano († 2008)
- 1944 - Haim Saban, imprenditore e produttore televisivo israeliano
- 1944 - Dave Stringer, allenatore di calcio e ex calciatore inglese
- 1944 - David Trimble, politico britannico († 2022)
- 1945 - Juan José Asenjo Pelegrina, arcivescovo cattolico spagnolo
- 1945 - Antonio Cañizares Llovera, cardinale e arcivescovo cattolico spagnolo
- 1945 - Yusef Dris, scrittore, poeta e saggista algerino
- 1945 - Neofito, monaco cristiano e arcivescovo ortodosso bulgaro († 2024)
- 1945 - Jim Palmer, ex giocatore di baseball statunitense
- 1945 - Salvatore Paruzzo, vescovo cattolico italiano
- 1946 - Frank Barlow, ex calciatore e allenatore di calcio inglese
- 1946 - Andrea Bonetti, politico italiano
- 1946 - Ahmed Boukous, linguista e sociologo berbero
- 1946 - Richard Carpenter, compositore statunitense
- 1946 - John Getz, attore statunitense
- 1946 - Oscar Vicente Ojea Quintana, vescovo cattolico argentino
- 1946 - Georges Pintens, ex ciclista su strada belga
- 1947 - Jaroslav Bendl, calciatore cecoslovacco († 2025)
- 1947 - Freddy Antonio de Jesús Bretón Martínez, arcivescovo cattolico dominicano
- 1947 - László Fazekas, allenatore di calcio e ex calciatore ungherese
- 1947 - Roberto Ferri, cantautore, paroliere e scrittore italiano († 2022)
- 1947 - Alessandro Ghibellini, ex pallanuotista italiano
- 1947 - Lynn Lowry, attrice statunitense
- 1947 - Jan Niklas, attore tedesco
- 1947 - Marco Pacetti, ingegnere italiano
- 1947 - János Steinmetz, pallanuotista ungherese († 2007)
- 1948 - Miodrag Baletić, allenatore di pallacanestro montenegrino († 2021)
- 1948 - Chris de Burgh, cantautore e musicista irlandese
- 1948 - Pasquale Casillo, imprenditore e dirigente sportivo italiano († 2020)
- 1948 - Paolo Fabbri, musicologo italiano
- 1948 - Rush D. Holt, Jr., politico e fisico statunitense
- 1948 - Stephen McNallen, esoterista statunitense
- 1948 - Tom Patterson, cestista statunitense († 1982)
- 1948 - Paul Ruffner, cestista statunitense († 2022)
- 1948 - Savannah Jack, wrestler statunitense († 2012)
- 1949 - Juan José Rodríguez Gutiérrez, allenatore di calcio e ex calciatore spagnolo
- 1949 - Thomas Bopp, astronomo statunitense († 2018)
- 1949 - David Lee, politico taiwanese
- 1949 - Tanya Roberts, attrice statunitense († 2021)
- 1949 - Boualem Sansal, scrittore algerino
- 1949 - Marco Santoro, bibliografo e critico letterario italiano († 2017)
- 1949 - Patrizia Scascitelli, pianista e musicista italiana
- 1949 - Ivan Teobaldelli, scrittore e giornalista italiano († 2025)
- 1949 - Yoshio, cantante e attore messicano († 2020)
- 1950 - Blagoja Georgievski, cestista jugoslavo († 2020)
- 1950 - Candida Royalle, attrice pornografica, regista e produttrice cinematografica statunitense († 2015)
- 1950 - Nina Nikolaevna Sadur, scrittrice e drammaturga russa († 2023)
- 1951 - Abd al-Mun'im Abu l-Futuh, medico e politico egiziano
- 1951 - Fabio Garagnani, politico italiano
- 1951 - A.F.Th. van der Heijden, scrittore olandese
- 1951 - Eugenio Perico, allenatore di calcio e ex calciatore italiano
- 1951 - Anne-Karine Strøm, cantante norvegese
- 1951 - Roscoe Tanner, ex tennista statunitense
- 1951 - Fratelli Vaccaro Notte, italiano († 1999)
- 1951 - Rafayel Vahanyan, scacchista armeno
- 1951 - Hani al-Mulki, politico giordano
- 1952 - Vahid Halilhodžić, allenatore di calcio e ex calciatore jugoslavo
- 1952 - Steve Mitchell, cestista statunitense († 1978)
- 1952 - Tommy Ord, calciatore inglese († 2020)
- 1952 - Nadia Pizzol, politica italiana
- 1952 - Giò Pozzo, giornalista, gastronomo e artigiano italiano († 2016)
- 1952 - Kunihiko Yuyama, regista giapponese
- 1953 - Takīs Antōniou, ex calciatore cipriota
- 1953 - Betsy Clifford, ex sciatrice alpina canadese
- 1953 - Bernard Dacorogna, matematico svizzero
- 1953 - Tito Jackson, cantautore e chitarrista statunitense († 2024)
- 1953 - Joe Klecko, ex giocatore di football americano statunitense
- 1953 - Larry Miller, attore, doppiatore e comico statunitense
- 1953 - Enrique Morán, ex calciatore spagnolo
- 1953 - Günther Oettinger, politico tedesco
- 1953 - Walter Jon Williams, scrittore statunitense
- 1954 - Jere Burns, attore statunitense
- 1954 - Fabio Evangelisti, giornalista, scrittore e politico italiano
- 1954 - Dave Goodwin, ex calciatore inglese
- 1954 - J Mays, designer statunitense
- 1954 - John Ousterhout, informatico statunitense
- 1954 - Jesús Rico García, vescovo cattolico spagnolo
- 1954 - Diosdado Simón, biologo e botanico spagnolo († 2002)
- 1954 - Luciano Stella, produttore cinematografico e sceneggiatore italiano
- 1954 - Julia Yeomans, fisica britannica
- 1955 - Pino Campagna, comico, cabarettista e cantante italiano
- 1955 - Joaquín Caparrós, allenatore di calcio spagnolo
- 1955 - José Antonio Castro, ex calciatore argentino
- 1955 - Emma Chichester Clark, illustratrice e scrittrice britannica
- 1955 - Teresa De Santis, conduttrice radiofonica, giornalista e dirigente d'azienda italiana
- 1955 - Howard Lassoff, cestista statunitense († 2013)
- 1955 - Rocky Morton, regista e sceneggiatore britannico
- 1955 - Víctor Pecci, ex tennista paraguaiano
- 1955 - Francisco Daniel Rivera Sánchez, vescovo cattolico messicano († 2021)
- 1955 - Ludo Schurgers, ex ciclista su strada belga
- 1956 - Stephen Altman, scenografo statunitense
- 1956 - Peter Caruana, politico gibilterriano
- 1956 - Marco Causi, politico e economista italiano († 2025)
- 1956 - Valerij Cyganov, ex sciatore alpino russo
- 1956 - Cilia Flores, politica venezuelana
- 1956 - Mersad Kovačević, ex calciatore jugoslavo
- 1956 - Lee Jang-soo, allenatore di calcio e ex calciatore sudcoreano
- 1956 - Joe Norman, ex giocatore di football americano statunitense
- 1956 - Robert Shaw, ex giocatore di football americano statunitense
- 1956 - Pietro Spataro, giornalista italiano
- 1957 - Bharati Achrekar, attrice indiana
- 1957 - Stefano Bisi, giornalista e scrittore italiano
- 1957 - Michael Caton-Jones, regista, attore e produttore cinematografico britannico
- 1957 - Paul Engemann, cantante e musicista statunitense
- 1957 - Gustavo Huerta, allenatore di calcio e ex calciatore cileno
- 1957 - Mira Nair, regista e sceneggiatrice indiana
- 1957 - Stacy Peralta, surfista, skater e regista statunitense
- 1957 - Greg Tate, scrittore, musicista e produttore discografico statunitense († 2021)
- 1958 - Ron Anderson, ex cestista e allenatore di pallacanestro statunitense
- 1958 - Marco Cornez, calciatore cileno († 2022)
- 1958 - Dario D'Ambrosi, attore e regista italiano
- 1958 - Mickey Dillard, ex cestista statunitense
- 1958 - Masako Katsuki, attrice e doppiatrice giapponese
- 1958 - Perlat Musta, allenatore di calcio e ex calciatore albanese
- 1958 - Giuseppe Oristanio, attore brasiliano
- 1958 - Gerry Sorensen, ex sciatrice alpina canadese
- 1958 - Ilmārs Verpakovskis, calciatore lettone († 2022)
- 1958 - Margaret Zaleski-Zamenhof, medica e esperantista polacca
- 1959 - Andy Holmes, canottiere britannico († 2010)
- 1959 - Vlaho Macan, ex calciatore croato
- 1959 - Alex Paterson, musicista britannico
- 1959 - Sarah Ferguson, duchessa inglese
- 1959 - Todd Solondz, regista e sceneggiatore statunitense
- 1959 - Darrell Steinberg, politico statunitense
- 1960 - Lobo Chan, cantante lirico e attore britannico
- 1960 - Daniel Fontaine, ex sciatore alpino francese
- 1960 - Saverio Fossati, giornalista italiano
- 1960 - Connie Hedegaard, politica danese
- 1960 - Michael Lewis, saggista e giornalista statunitense
- 1960 - Steve McCall, allenatore di calcio e ex calciatore inglese
- 1960 - Stefano Menichini, giornalista e scrittore italiano
- 1960 - Lolita Morena, modella e conduttrice televisiva svizzera
- 1960 - John Orlando, ex calciatore nigeriano
- 1960 - Darryl Pearce, cestista australiano († 2025)
- 1960 - Peppe Servillo, cantautore e attore italiano
- 1960 - Slavko Štimac, attore serbo
- 1960 - Chika Yamamoto, ex cestista giapponese
- 1961 - Mikael Appelgren, tennistavolista svedese
- 1961 - Alain Casanova, allenatore di calcio e ex calciatore francese
- 1961 - Heike Dähne, nuotatrice tedesca orientale
- 1961 - Jerzy Kowalik, allenatore di calcio e ex calciatore polacco
- 1961 - Efrem Merelli, ex sciatore alpino italiano
- 1961 - Giovanni Pagliari, allenatore di calcio e ex calciatore italiano
- 1961 - Stephone Paige, ex giocatore di football americano statunitense
- 1961 - Daniela Porcelli, ex mezzofondista e velocista italiana
- 1961 - Jon Uriarte, allenatore di pallavolo e ex pallavolista argentino
- 1961 - Steve Wigley, allenatore di calcio e ex calciatore inglese
- 1962 - Morten Abel, cantante e musicista norvegese
- 1962 - Alexandra Byrne, costumista britannica
- 1962 - Stefano Casali, ex marciatore sammarinese
- 1962 - Guy Georges, serial killer francese
- 1962 - Simon Kunz, attore statunitense
- 1962 - Gert-Uwe Mende, politico tedesco
- 1962 - Mariella Mularoni, politica e insegnante sammarinese
- 1963 - Rasim Abuşev, ex calciatore azero
- 1963 - Marco Bergonzi, politico italiano
- 1963 - Bernabò Bocca, imprenditore e politico italiano
- 1963 - Francisco Casavella, scrittore spagnolo († 2008)
- 1963 - Steve Harris, cestista statunitense († 2016)
- 1963 - Stefano Landini, regista, sceneggiatore e montatore italiano († 2025)
- 1963 - Stanley Menzo, allenatore di calcio e ex calciatore olandese
- 1963 - Valerio Staffelli, personaggio televisivo italiano
- 1963 - Enrico Trantino, politico italiano
- 1964 - José Agosto Muriel, ex cestista portoricano
- 1964 - Alain Attalah, ex cestista e allenatore di pallacanestro egiziano
- 1964 - Baktybek Bekbolotov, generale e politico kirghiso
- 1964 - Alessio Butti, politico italiano
- 1964 - Maria Grazia Calandrone, poetessa, scrittrice e drammaturga italiana
- 1964 - Alfred Ferko, ex calciatore albanese
- 1964 - Luis López, ex giocatore di calcio a 5 argentino
- 1964 - Milorad Ratković, ex calciatore jugoslavo
- 1964 - Ezzedine Sebai, criminale e serial killer tunisino († 2012)
- 1964 - Irina Sumnikova, ex cestista russa
- 1964 - Roberto Vittori, astronauta italiano
- 1965 - Nasser El Sonbaty, culturista jugoslavo († 2013)
- 1965 - Danilo Oscar Lancini, politico italiano
- 1965 - Mike McKay, ex cestista australiano
- 1965 - Christopher C. Miller, politico statunitense
- 1965 - Andrzej Rudy, allenatore di calcio e ex calciatore polacco
- 1965 - Marco Scaramellini, politico e ingegnere italiano
- 1965 - Stephen Tompkinson, attore britannico
- 1965 - Mark Wade, ex cestista e allenatore di pallacanestro statunitense
- 1966 - Eric Benét, cantante e attore statunitense
- 1966 - Roberta Bonanomi, ex ciclista su strada italiana
- 1966 - Jorge Campos, calciatore e allenatore di calcio messicano
- 1966 - Giampiero Cicciò, attore e regista teatrale italiano
- 1966 - Dinho, ex calciatore brasiliano
- 1966 - Elisa Marchioni, politica italiana
- 1966 - Ghazi bin Muhammad, principe giordano
- 1966 - Gábor Márton, allenatore di calcio e ex calciatore ungherese
- 1966 - Aleksandr Sančik, generale russo
- 1966 - Yu Weiteng, ex calciatore cinese
- 1967 - Giuseppe Buluggiu, ex arbitro di calcio a 5 italiano
- 1967 - Katia Ghedina, ex sciatrice alpina italiana
- 1967 - Jean Baptiste Nguyễn Huy Bắc, vescovo cattolico vietnamita
- 1967 - Götz Otto, attore tedesco
- 1967 - Otto M. Schwarz, compositore austriaco
- 1967 - Phil Varone, batterista statunitense
- 1967 - Gustavo Zapata, ex calciatore argentino
- 1968 - An Han-bong, ex lottatore sudcoreano
- 1968 - Didier Deschamps, allenatore di calcio e ex calciatore francese
- 1968 - Jack Du Brul, scrittore statunitense
- 1968 - Matteo Garrone, regista, sceneggiatore e produttore cinematografico italiano
- 1968 - Roberto Gleria, ex nuotatore italiano
- 1968 - Kenneth C. Griffin, imprenditore statunitense
- 1968 - Vanessa Marcil, attrice statunitense
- 1968 - Rosa Martirano, cantante italiana
- 1968 - Aleksandrs Stradiņš, ex calciatore lettone
- 1969 - Vítor Baía, dirigente sportivo e ex calciatore portoghese
- 1969 - Hussin Hassan, ex giocatore di calcio a 5 egiziano
- 1969 - Nora Ikstena, scrittrice lettone
- 1969 - Shelley Kerr, dirigente sportivo, allenatrice di calcio e ex calciatrice scozzese
- 1969 - Simon Kuper, scrittore ugandese
- 1969 - Carlos Leal, attore e rapper svizzero
- 1969 - Liu Jun, ex cestista cinese
- 1969 - Driss Maazouzi, ex mezzofondista marocchino
- 1969 - Darren Patterson, allenatore di calcio e ex calciatore nordirlandese
- 1969 - Christophe Pignol, allenatore di calcio e ex calciatore francese
- 1969 - Andrea Stefani, ex assistente arbitrale di calcio italiano
- 1969 - Dominic West, attore britannico
- 1970 - Severino Aefi, ex calciatore salomonese
- 1970 - Reid Anderson, contrabbassista e compositore statunitense
- 1970 - Zeb Atlas, attore pornografico e culturista statunitense
- 1970 - Alexander Axén, allenatore di calcio svedese
- 1970 - Joanna Chatton, attrice svedese
- 1970 - Chris Cunningham, regista inglese
- 1970 - Alessandro De Botton, ex tuffatore italiano
- 1970 - Óscar Armando Díaz, calciatore salvadoregno († 1998)
- 1970 - Dalia El Behery, attrice e modella egiziana
- 1970 - Cristian Gasperoni, ex ciclista su strada italiano
- 1970 - Noel Gugliemi, attore statunitense
- 1970 - Ginuwine, cantante e ballerino statunitense
- 1970 - Atle Maurud, ex calciatore norvegese
- 1970 - Saad Bakhit Mubarak, ex calciatore emiratino
- 1970 - Zak Orth, attore statunitense
- 1970 - Mike Peplowski, ex cestista statunitense
- 1970 - Pernilla Wiberg, dirigente sportiva e ex sciatrice alpina svedese
- 1970 - Predrag Zimonjić, ex pallanuotista e allenatore di pallanuoto serbo
- 1971 - Sonia Alfano, politica italiana
- 1971 - Antonella Bevilacqua, ex altista italiana
- 1971 - Pier Luigi Cherubino, allenatore di calcio e ex calciatore italiano
- 1971 - Andy Cole, allenatore di calcio e ex calciatore inglese
- 1971 - Olena Havrylova, ex cestista ucraina
- 1971 - Niko Kovač, allenatore di calcio e ex calciatore croato
- 1971 - Gavin Lee, attore e ballerino britannico
- 1971 - Giorgio Marras, ex velocista italiano
- 1971 - Tomaso Montanari, storico dell'arte e saggista italiano
- 1971 - Carla Qualtrough, politica e ex nuotatrice canadese
- 1971 - Roseane Santos, atleta paralimpica brasiliana
- 1971 - Stojčo Stoilov, ex calciatore bulgaro
- 1972 - Carlos Checa, pilota motociclistico spagnolo
- 1972 - Mathieu Demy, attore e regista francese
- 1972 - Sérgio Eduardo Ferreira da Cunha, ex calciatore brasiliano
- 1972 - Fred Hoiberg, ex cestista, allenatore di pallacanestro e dirigente sportivo statunitense
- 1972 - Matt Keeslar, attore statunitense
- 1972 - Sandra Kim, cantante e conduttrice televisiva belga
- 1972 - Michél Mazingu-Dinzey, ex calciatore tedesco
- 1972 - Damir Milinović, allenatore di calcio e ex calciatore croato
- 1972 - Amrullah Saleh, politico afghano
- 1972 - Paolo Uzzi, regista e sceneggiatore italiano
- 1972 - Hiroshige Yanagimoto, ex calciatore giapponese
- 1973 - Hussein Al-Sadiq, ex calciatore saudita
- 1973 - Gualtiero Caffaratto, politico italiano
- 1973 - Duncan Dokiwari, pugile nigeriano
- 1973 - Aleksandr Filimonov, allenatore di calcio e ex calciatore russo
- 1973 - Lisa Galantini, attrice italiana
- 1973 - Paul Logan, attore e stuntman statunitense
- 1973 - Samba Niang, ex cestista e allenatore di pallacanestro senegalese
- 1973 - Per Nielsen, allenatore di calcio e ex calciatore danese
- 1973 - Alex Nyarko, ex calciatore ghanese
- 1973 - Rossella Sessa, politica italiana
- 1973 - Stefan Lorenz Sorgner, filosofo tedesco
- 1973 - Aleš Zima, ex hockeista su ghiaccio ceco
- 1974 - Ömer Çatkıç, allenatore di calcio e ex calciatore turco
- 1974 - Roxane Gay, docente e scrittrice statunitense
- 1974 - Yari Gugliucci, attore italiano
- 1974 - Jimmy Lin, attore, cantante e pilota automobilistico taiwanese
- 1974 - James Quinn, ex calciatore nordirlandese
- 1974 - David Rees, ex rugbista a 15 e allenatore di rugby britannico
- 1974 - Bianca Rinaldi, attrice brasiliana
- 1974 - Sergej Rublëvskij, scacchista russo
- 1974 - Oleg Shatskikh, ex calciatore uzbeko
- 1974 - Thomas Thomasberg, allenatore di calcio e ex calciatore danese
- 1974 - Wakako Tsuchida, atleta paralimpica e slittinista giapponese
- 1974 - Rahed Yaquoub, ex calciatore qatariota
- 1974 - Cayetana Álvarez de Toledo, giornalista e storica spagnola
- 1975 - Chris Baldwin, ex ciclista su strada statunitense
- 1975 - Alessandro Doga, dirigente sportivo, allenatore di calcio e ex calciatore italiano
- 1975 - Dino Gillarduzzi, ex pattinatore di velocità su ghiaccio italiano
- 1975 - Akiko Higashimura, fumettista giapponese
- 1975 - Chukwudi Iwuji, attore nigeriano
- 1975 - Steve Jolley, ex calciatore statunitense
- 1975 - Vladimír Kožuch, ex calciatore slovacco
- 1975 - Li Jiajun, ex pattinatore di short track cinese
- 1975 - Glen Little, ex calciatore inglese
- 1975 - Stefano Lo Russo, politico e geologo italiano
- 1975 - Désiré Périatambée, ex calciatore mauriziano
- 1975 - Peter Rasmussen, arbitro di calcio danese
- 1975 - Elina Vähälä, violinista finlandese
- 1975 - Sérgio dos Santos, ex pallavolista brasiliano
- 1975 - Denys Šmyhal', politico ucraino
- 1976 - Elisa Aguilar, ex cestista spagnola
- 1976 - Cédric Bardon, ex calciatore francese
- 1976 - Nikolaj Baskov, tenore russo
- 1976 - Zafar Cholmurodov, allenatore di calcio e ex calciatore uzbeko
- 1976 - Manuel Dallan, ex rugbista a 15 italiano
- 1976 - Belinda de Lucy, politica britannica
- 1976 - Irma Carolina Di Monte, attrice argentina
- 1976 - Mira Golubović, ex pallavolista serba
- 1976 - Jody Hill, regista, produttore cinematografico e sceneggiatore statunitense
- 1976 - Jacky St. James, attrice pornografica e regista statunitense
- 1976 - Tom Kristoffersen, calciatore e giocatore di beach soccer norvegese
- 1976 - Rodrigo Lombardi, attore e doppiatore brasiliano
- 1976 - Davide Mazzanti, allenatore di pallavolo italiano
- 1976 - Suzie McNeil, cantante canadese
- 1976 - Anil Menon, astronauta statunitense
- 1976 - Vanessa Quin, ex mountain biker neozelandese
- 1976 - Shruti del Nepal, principessa nepalese († 2001)
- 1976 - Jamie Stuart, allenatore di calcio e ex calciatore inglese
- 1977 - David Trezeguet, ex calciatore francese
- 1977 - Patricio Urrutia, ex calciatore ecuadoriano
- 1978 - Boško Balaban, ex calciatore croato
- 1978 - Chris Brown, velocista bahamense
- 1978 - Sergio Comba, ex calciatore argentino
- 1978 - Jens Gustafsson, allenatore di calcio e ex calciatore svedese
- 1978 - Vasif Haqverdiyev, ex calciatore azero
- 1978 - Wes Moore, politico, banchiere e scrittore statunitense
- 1978 - Davide Rigamonti, fumettista italiano
- 1978 - Sebu Simonian, cantante, tastierista e produttore discografico statunitense
- 1978 - Kirsi Välimaa, ex fondista finlandese
- 1978 - Katharina Wackernagel, attrice tedesca
- 1979 - Hani Al-Dhabit, ex calciatore omanita
- 1979 - Robert Baker, attore statunitense
- 1979 - Filippo Carobbio, allenatore di calcio e ex calciatore italiano
- 1979 - Ľudmila Cervanová, ex tennista slovacca
- 1979 - Robertryan Cory, animatore e character designer statunitense
- 1979 - Jen Dawson, modella, conduttrice televisiva e attrice britannica
- 1979 - Raphaël Glucksmann, saggista e politico francese
- 1979 - Jo Seok-hwan, ex pugile sudcoreano
- 1979 - Wajid Khan, politico britannico
- 1979 - Nicola Leonardi, ex rugbista a 15 italiano
- 1979 - Gary Mason, ex calciatore scozzese
- 1979 - Andrea Mayr, fondista di corsa in montagna, maratoneta e siepista austriaca
- 1979 - Pasquale Simone Neri, militare italiano († 2009)
- 1979 - Nina Petronzio, attrice e designer canadese
- 1979 - Georges Pitoeff, calciatore francese
- 1979 - Paul Robinson, ex calciatore inglese
- 1979 - Ashwiny Iyer Tiwari, regista e sceneggiatrice indiana
- 1979 - Jaci Velasquez, cantante statunitense
- 1979 - Māris Verpakovskis, dirigente sportivo e ex calciatore lettone
- 1979 - Yoav, cantautore israeliano
- 1979 - Daniel Züger, ex sciatore alpino svizzero
- 1980 - Tom Boonen, ex ciclista su strada belga
- 1980 - Cosculluela, cantante e rapper portoricano
- 1980 - Carolina Costagrande, ex pallavolista argentina
- 1980 - Warren Cummings, ex calciatore scozzese
- 1980 - Haytham Mrabet, calciatore tunisino
- 1980 - Isli Hidi, ex calciatore albanese
- 1980 - Davide Simon Mazzoli, direttore artistico, autore televisivo e scrittore italiano
- 1980 - Maciej Mielcarz, ex calciatore polacco
- 1980 - Dennis Mims, ex cestista statunitense
- 1980 - Siiri Nordin, cantante finlandese
- 1980 - Enrico Pavanello, ex rugbista a 15 italiano
- 1980 - Terrance Sinapati, calciatore samoano americano
- 1980 - Miklós Ungvári, judoka ungherese
- 1980 - Manuel Villalobos, calciatore cileno
- 1981 - Mohamed Shawky, allenatore di calcio e ex calciatore egiziano
- 1981 - Jarah Al-Ataiqi, ex calciatore kuwaitiano
- 1981 - Hashim Saleh Al-Balushi, calciatore omanita
- 1981 - Francesco Benussi, allenatore di calcio e ex calciatore italiano
- 1981 - Mia Brogaard, ex calciatrice danese
- 1981 - Babacar Camara, ex cestista senegalese
- 1981 - Keyshia Cole, cantante statunitense
- 1981 - Rafael Cretaro, calciatore irlandese
- 1981 - Danwel Demas, ex rugbista a 15 e ex rugbista a 7 sudafricano
- 1981 - Elena Dement'eva, allenatrice di tennis e ex tennista russa
- 1981 - Léa Fehner, regista francese
- 1981 - Charles Gaines, ex cestista statunitense
- 1981 - Gregor Gazvoda, dirigente sportivo e ex ciclista su strada sloveno
- 1981 - Guo Jingjing, ex tuffatrice cinese
- 1981 - Markku Koski, ex snowboarder finlandese
- 1981 - Mike Lewis, canottiere canadese
- 1981 - Ryan Liddie, calciatore anguillano
- 1981 - Kelvin Liddie, calciatore anguillano
- 1981 - Ryan Lilja, ex giocatore di football americano statunitense
- 1981 - Brandon Jay McLaren, attore canadese
- 1981 - Christina Santiago, modella e attrice statunitense
- 1981 - Anthony Terrell, ex cestista statunitense
- 1981 - Ñengo Flow, cantante e rapper portoricano
- 1981 - Yu Tao, calciatore cinese
- 1981 - Radoslav Židek, snowboarder slovacco
- 1982 - Pasquale Carotenuto, ex calciatore e ex giocatore di beach soccer italiano
- 1982 - Paolo Castaldi, fumettista e illustratore italiano
- 1982 - Toran Caudell, attore, doppiatore e musicista statunitense
- 1982 - Craig Coxhell, pilota motociclistico australiano
- 1982 - Paulini, cantante figiana
- 1982 - Tamás Decsi, schermidore ungherese
- 1982 - Andreas Dietziker, ex ciclista su strada svizzero
- 1982 - Melitón Hernández, ex calciatore messicano
- 1982 - Charline Labonté, hockeista su ghiaccio canadese
- 1982 - Steve Leven, ex cestista australiano
- 1982 - Tenzin Losang Gyatso, monaco buddhista tibetano
- 1982 - Yōko Maki, attrice giapponese
- 1982 - Matías Oyola, ex calciatore argentino
- 1982 - Saif Saaeed Shaheen, siepista e mezzofondista keniota
- 1982 - Tama Tonga, wrestler tongano
- 1982 - Yoel Colomé, calciatore cubano
- 1982 - Nathalie Viérin, ex tennista italiana
- 1982 - Kirsten Wild, ex ciclista su strada e pistard olandese
- 1982 - Jesse Witten, tennista statunitense
- 1983 - André Alves, ex calciatore brasiliano
- 1983 - Bridgette B, attrice pornografica spagnola
- 1983 - Vincenza Calì, velocista italiana
- 1983 - Luciano Pereira Mendes, calciatore brasiliano
- 1983 - Andreas Ivanschitz, ex calciatore austriaco
- 1983 - Ludmila Pagliero, ballerina argentina
- 1983 - La Parfaite Caroline, wrestler canadese
- 1983 - Bruno Senna, ex pilota automobilistico brasiliano
- 1983 - Daniel Wretström, attivista svedese († 2000)
- 1984 - Ivo Angelov, lottatore bulgaro
- 1984 - Brandon Bowman, cestista statunitense
- 1984 - Bobby Burling, ex calciatore statunitense
- 1984 - Elize Ryd, cantautrice e musicista svedese
- 1984 - V"jačeslav Hlazkov, pugile ucraino
- 1984 - Asmir Kolašinac, ex pesista serbo
- 1984 - Andreas Lambertz, allenatore di calcio e ex calciatore tedesco
- 1984 - Alex McKenna, attrice statunitense
- 1984 - Izale McLeod, ex calciatore inglese
- 1984 - Chris Olivero, attore statunitense
- 1984 - Cristian Oroș, ex calciatore rumeno
- 1984 - Kelechi Osunwa, ex calciatore nigeriano
- 1984 - Artūrs Štālbergs, ex cestista e allenatore di pallacanestro lettone
- 1984 - Arjan Swinkels, ex calciatore olandese
- 1984 - Miloš Trifunović, ex calciatore serbo
- 1984 - Dacian Varga, ex calciatore rumeno
- 1984 - David Vitoria, ex ciclista su strada svizzero
- 1984 - Johan Voskamp, calciatore olandese
- 1984 - Jessie Ware, cantautrice britannica
- 1984 - Wen Chi, ex cestista taiwanese
- 1985 - Arron Afflalo, ex cestista statunitense
- 1985 - Matthew Burrows, ex calciatore nordirlandese
- 1985 - Sara Capovilla, dirigente sportivo e ex calciatore italiana
- 1985 - Alessandro Corleone, wrestler italiano
- 1985 - Kevin Craft, ex giocatore di football americano e allenatore di football americano statunitense
- 1985 - Benedetta Durando, schermitrice italiana
- 1985 - Scott Easthope, allenatore di calcio neozelandese
- 1985 - Christian Fernández Salas, ex calciatore spagnolo
- 1985 - Wilson Ferretti, giocatore di football americano svizzero
- 1985 - David Horst, ex calciatore statunitense
- 1985 - Kim Chol-ho, calciatore nordcoreano
- 1985 - Karolina Kowalkiewicz, artista marziale misto polacca
- 1985 - Walter López, ex calciatore uruguaiano
- 1985 - Antreas Melanarkitīs, ex calciatore cipriota
- 1985 - Pedro Meza, ex cestista messicano
- 1985 - Beata Mikołajczyk, canoista polacca
- 1985 - Natalia Pablos, ex calciatrice spagnola
- 1985 - Mariangela Postiglione, schermitrice italiana
- 1985 - Federica Valeriano, ex pallavolista italiana
- 1985 - Dagan Yivzori, cestista israeliano
- 1986 - Nolito, ex calciatore spagnolo
- 1986 - Andrea Amelio, ex pallanuotista italiano
- 1986 - Janni Arnth Jensen, ex calciatrice danese
- 1986 - Nina Kraviz, disc jockey, produttrice discografica e cantante russa
- 1986 - Connor Barwin, dirigente sportivo e ex giocatore di football americano statunitense
- 1986 - Marco Bonadei, attore e regista teatrale italiano
- 1986 - Emily Cross, schermitrice statunitense
- 1986 - Ali Fazal, attore indiano
- 1986 - Paul Harris, cestista statunitense
- 1986 - Paul Walter Hauser, attore e comico statunitense
- 1986 - Carlo Janka, ex sciatore alpino svizzero
- 1986 - Lee Dong-hae, cantautore, ballerino e attore sudcoreano
- 1986 - Rosa María Ojeda, modella messicana
- 1986 - Aleksandra Sadovnikova, pentatleta russa
- 1986 - Marie Sebag, scacchista francese
- 1986 - Dominik Stehle, ex sciatore alpino tedesco
- 1986 - Self Esteem, cantante britannica
- 1986 - Marcel de Jong, ex calciatore canadese
- 1987 - Serge Akakpo, allenatore di calcio e ex calciatore togolese
- 1987 - Andrėj Bahdanovič, canoista bielorusso
- 1987 - Sergey Betov, tennista bielorusso
- 1987 - Néstor Camacho, calciatore paraguaiano
- 1987 - Kevin Conboy, ex calciatore danese
- 1987 - Pa Dibba, calciatore gambiano
- 1987 - Nikolaj Dimitrov, ex calciatore bulgaro
- 1987 - Vladimir Ducasse, giocatore di football americano haitiano
- 1987 - Mukhtar Fallatah, ex calciatore saudita
- 1987 - Geng Xiaofeng, calciatore cinese
- 1987 - Petra Granlund, ex nuotatrice svedese
- 1987 - Jesse Levine, ex tennista canadese
- 1987 - Ekaterina Lisina, ex cestista e modella russa
- 1987 - Ariel Nahuelpán, calciatore argentino
- 1987 - Mizuho Sakaguchi, calciatrice giapponese
- 1987 - Samy Amimour, terrorista francese († 2015)
- 1987 - Scoop DeVille, produttore discografico statunitense
- 1987 - Daniela Stanciu, altista rumena
- 1987 - Ott Tänak, pilota di rally estone
- 1988 - Douglas Júnior, giocatore di calcio a 5 brasiliano
- 1988 - Megan Hodge, pallavolista statunitense
- 1988 - Dominique Jones, cestista statunitense
- 1988 - Marc Kibong Mbamba, ex calciatore camerunese
- 1988 - Felipe Mattioni, ex calciatore brasiliano
- 1988 - César Mena, ex calciatore colombiano
- 1988 - Imane Merga, mezzofondista etiope
- 1988 - Genny Pagliaro, sollevatrice italiana
- 1988 - Marija Pomazan, atleta paralimpica ucraina
- 1988 - Jenna Talackova, modella e personaggio televisivo canadese
- 1988 - Pablo Vegetti, calciatore argentino
- 1988 - Anastasija Zagorujko, ex biatleta russa
- 1988 - Mesut Özil, ex calciatore tedesco
- 1989 - Omar Jouma Al-Salfa, velocista emiratino
- 1989 - Kevin Dillard, cestista statunitense
- 1989 - Blaine Gabbert, giocatore di football americano statunitense
- 1989 - Yancy Gates, ex cestista statunitense
- 1989 - Augustus Gilchrist, ex cestista statunitense
- 1989 - Denis Hollenstein, hockeista su ghiaccio svizzero
- 1989 - Anthony Joshua, pugile inglese
- 1989 - Ola Kamara, calciatore norvegese
- 1989 - Charalampos Kyriakou, calciatore cipriota
- 1989 - Vincent Le Goff, ex calciatore francese
- 1989 - Fedez, rapper e personaggio televisivo italiano
- 1989 - Leandro Martínez, calciatore argentino
- 1989 - Lluís Mas, ex ciclista su strada e pistard spagnolo
- 1989 - Delfina Merino, hockeista su prato argentina
- 1989 - Alen Pamić, calciatore croato († 2013)
- 1989 - Alfonso Parot, calciatore cileno
- 1989 - Denis Popović, calciatore sloveno
- 1989 - Ivan Quintans, ex calciatore liechtensteinese
- 1989 - Sergej Toropov, cestista russo
- 1989 - Adam Waczyński, cestista polacco
- 1990 - Kalif Alhassan, ex calciatore ghanese
- 1990 - Vincent Council, ex cestista statunitense
- 1990 - Jeon Ji-yoon, cantante e rapper sudcoreana
- 1990 - Sondre Justad, cantante norvegese
- 1990 - Levan K'ak'ubava, calciatore georgiano
- 1990 - Johannes Lochner, bobbista tedesco
- 1990 - Brennan Mejia, attore e modello statunitense
- 1990 - Kiko Mizuhara, modella, attrice e stilista statunitense
- 1990 - Hamish Peacock, giavellottista australiano
- 1990 - Marianne Rendón, attrice statunitense
- 1990 - Adi Said, calciatore bruneiano
- 1990 - Katy Sealy, multiplista britannica
- 1990 - Ryan Thompson, pallavolista statunitense
- 1990 - Duke Williams, giocatore di football americano statunitense
- 1990 - Amar Zouggaghi, giocatore di calcio a 5 belga
- 1990 - Matúš Čonka, calciatore slovacco
- 1991 - Tyreek Duren, cestista statunitense
- 1991 - Rune Frantsen, ex calciatore danese
- 1991 - Luis Galeano, calciatore nicaraguense
- 1991 - Gloria Giachi, pallanuotista italiana
- 1991 - Berend Grube, giocatore di football americano tedesco
- 1991 - Charlotte Hope, attrice britannica
- 1991 - Michel Koch, ex ciclista su strada tedesco
- 1991 - Brock Nelson, hockeista su ghiaccio statunitense
- 1991 - Hansell Riojas, calciatore peruviano
- 1991 - Bawırjan Turısbek, calciatore kazako
- 1991 - Jesús Valentín, calciatore spagnolo
- 1991 - Hamish Watson, rugbista a 15 scozzese
- 1992 - Darius Carter, cestista statunitense
- 1992 - Spencer Drango, giocatore di football americano statunitense
- 1992 - Sarah Engels, cantante e personaggio televisivo tedesca
- 1992 - Francesco Fedato, calciatore italiano
- 1992 - Álex Fernández, calciatore spagnolo
- 1992 - Teoscar Hernández, giocatore di baseball dominicano
- 1992 - Mike van der Hoorn, calciatore olandese
- 1992 - Marko Klisura, calciatore serbo
- 1992 - Tyler Kroft, giocatore di football americano statunitense
- 1992 - Angus MacDonald, calciatore inglese
- 1992 - Alice Mariani, danzatrice italiana
- 1992 - Vincent Martella, attore e doppiatore statunitense
- 1992 - Nemanja Mitrovič, ex calciatore sloveno
- 1992 - Jordan Phillips, giocatore di football americano statunitense
- 1992 - Matteo Piciollo, calciatore italiano
- 1992 - Clarissa Romanzi, calciatrice italiana
- 1992 - Abdoulaye Sané, calciatore senegalese
- 1992 - Aleksandr Tumasyan, ex calciatore armeno
- 1992 - Jaŭhen Šykaŭka, calciatore bielorusso
- 1993 - Ronnie Baker, velocista statunitense
- 1993 - Franco Bellocq, calciatore argentino
- 1993 - Víctor Cantillo, calciatore colombiano
- 1993 - Lucio Corsi, cantautore italiano
- 1993 - Julio Doldán, calciatore paraguaiano
- 1993 - Federica Girardello, attrice italiana
- 1993 - Jonathan Grant, calciatore canadese
- 1993 - Richaun Holmes, cestista statunitense
- 1993 - Kim Ju-song, calciatore nordcoreano
- 1993 - Jean Mota, calciatore brasiliano
- 1993 - Alexandru Olah, cestista rumeno
- 1993 - Artëm Surkov, lottatore russo
- 1993 - Julian Venonsky, canottiere statunitense
- 1993 - Anthony Walongwa, calciatore della Repubblica Democratica del Congo
- 1993 - Diego Wayar, calciatore boliviano
- 1994 - Hamza Barry, calciatore gambiano
- 1994 - Ben Holmes, giocatore di football americano statunitense
- 1994 - Viktorija Mazur, ex ginnasta ucraina
- 1994 - Jhon Mondragón, calciatore colombiano
- 1994 - Sebastián Yatra, cantautore, compositore e musicista colombiano
- 1994 - Alex Oikkonen, calciatore finlandese
- 1994 - Marlon Ritter, calciatore tedesco
- 1994 - Ty Sabin, cestista statunitense
- 1994 - Lil Kleine, rapper olandese
- 1994 - Hossein Vafaei, giocatore di snooker iraniano
- 1995 - Lewie Coyle, calciatore inglese
- 1995 - Erion Hoxhallari, calciatore albanese
- 1995 - Jakob Pöltl, cestista austriaco
- 1995 - Marina Saitō, giavellottista giapponese
- 1995 - Farhan Shakor, calciatore iracheno
- 1995 - Billy Unger, attore statunitense
- 1996 - Yeman Crippa, mezzofondista e maratoneta italiano
- 1996 - Erika Di Lascio, calciatrice italiana
- 1996 - Francesco Gelli, calciatore italiano
- 1996 - Anastasia Guerra, pallavolista italiana
- 1996 - Michail Igol'nikov, judoka russo
- 1996 - Jamel Dean, giocatore di football americano statunitense
- 1996 - Jazmine Jones, cestista statunitense
- 1996 - Lee Da-yeong, pallavolista sudcoreana
- 1996 - Lee Jae-yeong, pallavolista sudcoreana
- 1996 - Ray-Ray McCloud, giocatore di football americano statunitense
- 1996 - Charly Musonda, ex calciatore belga
- 1996 - Nick Perkins, cestista statunitense
- 1996 - Patrick Sibomana, calciatore ruandese
- 1996 - Serge Tabekou, calciatore camerunese
- 1996 - Mohamed Taieb, canottiere tunisino
- 1996 - Grace Van Dien, attrice statunitense
- 1997 - Arella Guirantes, cestista portoricana
- 1997 - Perle Morroni, calciatrice francese
- 1997 - Richard Núñez, calciatore uruguaiano
- 1997 - Esraa Owis, lunghista e triplista egiziana
- 1997 - Jarl Magnus Riiber, combinatista nordico norvegese
- 1997 - Bassala Sambou, calciatore tedesco
- 1997 - T.J. Shorts, cestista statunitense
- 1997 - Andreja Slokar, sciatrice alpina slovena
- 1997 - Song Bum-keun, calciatore sudcoreano
- 1998 - Kamran Aliev, calciatore azero
- 1998 - Drew Dalman, giocatore di football americano statunitense
- 1998 - Arda Kızıldağ, calciatore turco
- 1998 - Jonna Luthman, ex sciatrice alpina svedese
- 1998 - Alonso Martínez, calciatore costaricano
- 1998 - Marta Mascarello, calciatrice italiana
- 1998 - Yudai Nagano, schermidore giapponese
- 1998 - Marcos Peano, calciatore argentino
- 1998 - Muḩammadçon Raḩimov, calciatore tagiko
- 1998 - Grant Stuard, giocatore di football americano statunitense
- 1998 - Michael Svoboda, calciatore austriaco
- 1998 - Giacomo Vrioni, calciatore albanese
- 1999 - Ellery Balcombe, calciatore inglese
- 1999 - Jairo Cuéllar, calciatore boliviano
- 1999 - Bridger Gile, sciatore alpino statunitense
- 1999 - Andrei Iosivas, giocatore di football americano statunitense
- 1999 - Travis Jones, giocatore di football americano statunitense
- 1999 - Bailee Madison, attrice statunitense
- 1999 - George Merloi, calciatore rumeno
- 1999 - Chad Ryland, giocatore di football americano statunitense
- 1999 - Marko Simonović, cestista montenegrino
- 1999 - Cam Taylor-Britt, giocatore di football americano statunitense
- 1999 - Benjamin Woodburn, calciatore gallese
- 2000 - Enrique Llopis, ostacolista spagnolo
- 2000 - Villemdrillem, rapper estone

## XXI secolo(20)
- 2001 - Carles Coll Martí, nuotatore spagnolo
- 2001 - Nic Jones, giocatore di football americano statunitense
- 2001 - Filip Krăstev, calciatore bulgaro
- 2001 - Lester Lescay, lunghista cubano
- 2001 - Dimităr Tonev, calciatore bulgaro
- 2002 - Ludovica Ciaschetti, attrice italiana
- 2002 - Veldin Hodža, calciatore croato
- 2002 - Oliver Kamdem, calciatore francese
- 2002 - Kinga Kozak, calciatrice polacca
- 2002 - William Junior Lecerf, ciclista su strada belga
- 2002 - Wu Peng, arrampicatore cinese
- 2003 - Dylan Borge, calciatore gibilterriano
- 2003 - Emircan Gürlük, calciatore turco
- 2003 - Chris Livingston, cestista statunitense
- 2003 - Andrew Moran, calciatore irlandese
- 2003 - Valentin Nikolov, calciatore bulgaro
- 2003 - Zalán Sárkány, nuotatore ungherese
- 2004 - Anri Kawamura, sciatrice freestyle giapponese
- 2005 - Cristiano di Danimarca, principe danese
- 2005 - Megumi Field, nuotatrice artistica statunitense